# ClamRT
ClamRT (Clam Real-time) était un projet de logiciel antivirus pour Windows (2000/XP/2003) basé sur le moteur de ClamAV et publié sous licence GNU GPL.
La dernière version de développement a été publiée en novembre 2005. Le logiciel, composé d'un pilote et d'une interface graphique, scanne les fichiers ouverts depuis le lecteur "C:".
ClamRT ne sera pas confondu avec un autre projet abandonné : ClamWinRT.